# Манго (Флорида)
Манго (енгл. Mango) насељено је место без административног статуса у америчкој савезној држави Флорида.

## Демографија
По попису из 2010. године број становника је 11.313, што је 2.471 (27,9%) становника више него 2000. године.
| Група             | 2000.         | 2010.         |
| Белци             | 7.163 (81,0%) | 6.440 (56,9%) |
| Афроамериканци    | 569 (6,4%)    | 1.744 (15,4%) |
| Азијати           | 64 (0,7%)     | 173 (1,5%)    |
| Хиспаноамериканци | 810 (9,2%)    | 2.798 (24,7%) |
| Укупно            | 8.842         | 11.313        |